# Miss Universo Bahamas
Miss Universo Bahamas (también conocido como Miss Bahamas Universo) es un concurso de belleza nacional en las Bahamas. Se encarga de seleccionar a la representante del país para el concurso Miss Universo.

## Ganadoras
: Declarada como ganadora
     : Terminó como finalista
     : Terminó como una de las semifinalistas o cuartofinalistas
     : Terminó como ganadora de premios especiales
| Año                   | Isla              | Miss Universo Bahamas         | Posición en Miss Universo | Premios especiales          | Notas |             |
| --------------------- | ----------------- | ----------------------------- | ------------------------- | --------------------------- | --- | ----------- |
| 2025                  |                   | Maliqué Maranda Bowe          | Por competir              | Por competir                | |             |
| 2024                  | Andros            | Selvinique Wright             | No compitió               |                             | |             |
| 2023                  | Isla Cat          | Taja Hudson                   | No compitió               | No compitió                 | Hudson asumió el título para completar el reinado de Ingraham.                                                                                            |             |
| 2023                  | Isla Larga        | Melissa Ingraham              | No clasificó              |                             | Ingraham renunció al título después de competir en Miss Universo alegando falta de apoyo por parte la organización. Fue reemplazada por su 1.ª finalista. |             |
| 2022                  | Isla Larga        | Angel Cartwright              | No clasificó              |                             | |             |
| 2021                  | Nueva Providencia | Chantel O'Brian               | Top 10                    | - Premio Spirit of Carnival | |             |
| 2020                  | Isla Larga        | Shauntae-Ashleigh Miller      | No clasificó              |                             | Debido al impacto de la pandemia de COVID-19, no hubo concurso nacional en 2020. Miller, finalista de 2019, fue designada Miss Bahamas Universo 2020.     |             |
| 2019                  | Gran Bahama       | Tarea Sturrup                 | No clasificó              |                             | |             |
| 2018                  | Nueva Providencia | Danielle Grant                | No clasificó              |                             | Dirección de Anthony Smith (Westpoint Media Global Inc.)                                                                                                  |             |
| Miss Universo Bahamas |                   |                               |                           |                             | |             |
| 2017                  | Nueva Providencia | Yasmine Cooke                 | No clasificó              |                             | |             |
| 2016                  | Nueva Providencia | Cherell Williamson            | No clasificó              |                             | Dirección de Tom Youth, Andy Odenbach y Michelle Collie (Ivy Lane Ltd.)                                                                                   |             |
| Miss Bahamas          |                   |                               |                           |                             | |             |
| 2015                  | Nueva Providencia | Toria Nichole Penn            | No clasificó              |                             | |             |
| 2014                  | Nueva Providencia | Tomacina Culmer               | No clasificó              |                             | |             |
| 2013                  | Nueva Providencia | Lexi Wilson                   | No clasificó              |                             | |             |
| 2012                  | Nueva Providencia | Celeste Marshall              | No clasificó              |                             | |             |
| 2011                  | Nueva Providencia | Anastagia Pierre              | No clasificó              |                             | |             |
| 2010                  | Gran Bahama       | Braneka Bassett               | No clasificó              |                             | Dirección de Michelle Malcolm. |             |
| Miss Bahamas Universo |                   |                               |                           |                             | |             |
| 2009                  | Gran Bahama       | Kiara Sherman                 | No clasificó              |                             | |             |
| 2008                  | Nueva Providencia | Sacha Scott                   | No clasificó              |                             | |             |
| 2007                  | Nueva Providencia | Trinere Lynes                 | No clasificó              |                             | |             |
| 2006                  | Nueva Providencia | Samantha Carter               | No clasificó              |                             | |             |
| 2005                  | Nueva Providencia | Denia Ikena Nixon             | No clasificó              |                             | |             |
| 2004                  | Nueva Providencia | Raquel Simone Horton          | No clasificó              |                             | |             |
| 2003                  | Eleuthera         | Nadia Johnson                 | No clasificó              |                             | |             |
| 2002                  | Nueva Providencia | Nadia Rodgers-Albury          | No clasificó              |                             | Dirección de Theopiluz Fritz y Gaynelle Role. |             |
| Miss Bahamas          |                   |                               |                           |                             | |             |
| 2001                  | Nueva Providencia | Nakera Simms                  | No clasificó              | - Miss Simpatía             | |             |
| 2000                  | Nueva Providencia | Mikala Tracey Moss            | No clasificó              |                             | |             |
| 1999                  | Nueva Providencia | Glennis Knowles               | No clasificó              |                             | |             |
| 1998                  | Nueva Providencia | Juliette Deanza Sargent       | No clasificó              |                             | |             |
| 1997                  | Nueva Providencia | Nestaea Sandra Sealy          | No clasificó              |                             | Dirección Theasa Havel Adderley. |             |
| 1996                  | Nueva Providencia | Michelle Rae Collie           | No clasificó              |                             | |             |
| 1995                  | Nueva Providencia | Shammine Tenika Lindsay       | No clasificó              |                             | |             |
| 1994                  | Nueva Providencia | Meka Knowles                  | No clasificó              |                             | |             |
| 1993                  | Nueva Providencia | Marietta Ricina Sands         | No clasificó              |                             | |             |
| 1992                  | Nueva Providencia | Fontella Dean Chipman         | No clasificó              |                             | |             |
| 1991                  | Nueva Providencia | Farrah Saunders               | No clasificó              |                             | |             |
| 1990                  | Nueva Providencia | Lisa Nichelle Sawyer          | No clasificó              |                             | Dirección de Thelma McQueeney. |             |
| 1989                  | Nueva Providencia | Natasha Inga Ramirez          | No clasificó              |                             | |             |
| 1988                  | Nueva Providencia | Natasha Christine Pinder      | No clasificó              |                             | |             |
| 1987                  | Nueva Providencia | Betty Ann Hanna               | No clasificó              |                             | |             |
| 1986                  | Nueva Providencia | Marie Brown                   | No clasificó              |                             | |             |
| 1985                  | Nueva Providencia | Cleopatra Maria Adderly       | No clasificó              |                             | |             |
| 1984                  | Nueva Providencia | Pamela Lois Parker            | No compitió               | No compitió                 | El Comité Miss Bahamas boicoteó el concurso debido a que Sudáfrica envió una representante y se le permitió competir.                                     |             |
| 1983                  | Nueva Providencia | Christina Maria Thompson      | No clasificó              |                             | |             |
| 1982                  | Nueva Providencia | Ava Marilyn Burke             | No clasificó              | - Miss Fotogénica           | |             |
| 1981                  | Nueva Providencia | Linda Teresa Smith            | No clasificó              | - Miss Simpatía             | |             |
| 1980                  | Nueva Providencia | Darlene Cecilia Davis         | No clasificó              |                             | |             |
| 1979                  | Nueva Providencia | Lolita Louise Ambrister       | No clasificó              |                             | |             |
| 1978                  | Nueva Providencia | Dulcie Louise Mullings        | No clasificó              |                             | |             |
| 1977                  | Nueva Providencia | Paulette Rosetta Borghardt    | No clasificó              |                             | |             |
| 1976                  | Nueva Providencia | Sharon Elaine Smith           | No clasificó              |                             | |             |
| 1975                  | Nueva Providencia | Sonia Chipman                 | No clasificó              |                             | |             |
| 1974                  | Nueva Providencia | Agatha Elizabeth Watson       | No clasificó              |                             | |             |
| 1973                  | No compitió       | No compitió                   | No compitió               | No compitió                 | No compitió | No compitió |
| 1972                  | Nueva Providencia | Deborah Jane Taylor           | No clasificó              |                             | |             |
| 1971                  | Nueva Providencia | Muriel Terah Rahming          | No clasificó              |                             | |             |
| 1970                  | Nueva Providencia | Antoinette Patrice De Gregory | No clasificó              |                             | |             |
| 1969                  | Nueva Providencia | Joan Bowe                     | No clasificó              |                             | Dirección de Hazel Thompson. |             |
| 1968                  | Nueva Providencia | Brenda Fountain               | No clasificó              |                             | |             |
| 1967                  | Nueva Providencia | Elizabeth Knowles             | No clasificó              |                             | |             |
| 1966                  | Nueva Providencia | Sandra Zoe Jarrett            | No clasificó              |                             | |             |
| 1965                  | Nueva Providencia | Janet Thompson                | No clasificó              |                             | |             |
| 1964                  | Nueva Providencia | Catherine Cartwright          | No clasificó              |                             | |             |
| 1963                  | Nueva Providencia | Sandra Louise Young           | No clasificó              |                             | Dirección de Eva Macoherso Williams. |             |